# 天才!志村どうぶつ園
『天才!志村どうぶつ園』（てんさい!しむらどうぶつえん）は、2004年（平成16年）4月8日から2020年（令和2年）9月26日まで日本テレビ系列で毎週土曜日の19:00 - 19:56（JST）に放送されていた動物バラエティ番組。志村けんの冠番組の1つ。

## 概要
動物を取り扱う教養バラエティ番組である。文字多重放送（字幕放送）を実施していた。
2003年（平成15年）10月9日にパイロット版として「志村けんの爆笑動物園」が放送された。その放送時から、志村けん（ザ・ドリフターズ）が「園長」（総合司会）役で出演してきたほか、山瀬まみが「秘書」として出演。2004年（平成16年）4月のレギュラー放送開始時から相葉雅紀（嵐）がレギュラーとして加わり、後に「飼育係」として総合司会補佐に昇格した。
2007年（平成19年）3月までは木曜19時台に放送されていたが、2007年（平成19年）春の改編で木曜19時台が2時間の単発番組「モクスペ」開始に伴い土曜19時台に移動した。放送時間の移動により、土曜日のゴールデン・プライムタイムを日本テレビ系列としているテレビ大分（フジテレビ系とのクロスネット局）も同時ネットに切り替え。また、テレビ宮崎（フジテレビ系・テレビ朝日系とのトリプルネット局）でも長らく土曜日13:00 - 13:57に放送していたが、『ウチくる!?』の終了に伴う後番組として2018年（平成30年）4月に日曜日 12:00 - 13:00に移動した。また「億万のココロ」時代から続いたSBレスで次番組へ継ぐ形式を廃止となった。
2010年（平成22年）4月17日放送分より地上アナログ放送では画角16:9のレターボックス放送に移行した。
志村が動物と接触する際に心掛けていたのが、対等な関係性であり、また番組への思いを「家族で見られる番組が少なくなっている中で、見ているだけで和める番組。出演者が楽しまないと見ている人も楽しんでくれない」と語っていた。2019年（令和元年）に番組放送15周年を迎え、ザテレビジョン（KADOKAWA）での誌上インタビューでも「動物たちは台本は読めないけど（その場の）空気を読んでるね」などと語っていた。
本番組のスタジオセットは、志村によるアドバイスで設計されたものである。

### 志村の死去と番組リニューアルへ
2020年（令和2年）3月29日、志村が新型コロナウイルス肺炎により死去（70歳没）。翌30日に志村の訃報を受け、スタッフ一同によるお悔やみのコメントが出されたほか、レギュラー出演者の一人である近藤春菜（ハリセンボン）は、当時自身がレギュラー出演していた日本テレビの情報番組『スッキリ』の生放送中に志村の訃報を知り「戻ってきていただけると思っていたのに。お礼も何も出来ていないのに受け止められない」などと涙ながらに語った。また、4月4日放送の2時間スペシャル（19:00 - 20:54）は番組内容を変更し、志村の在りし日の本番組での姿を振り返る追悼特別番組として放送、番組最高視聴率となる世帯平均視聴率27.3%、個人平均視聴率18.2%（ビデオリサーチ調べ）を記録した。

志村の急逝に際し、相葉は4月4日放送の番組冒頭で
と涙ながらに述べ、別れを惜しんだ。
この時点では、志村の遺志を受け継ぎ、志村の没後も番組名を変更せずに、相葉を総合司会として、彼を中心に当時のメンバーで放送を続ける予定とし、相葉の「飼育係」、山瀬の「秘書」の肩書も継続するとしていた。しかし、「志村のアドバイスで設計し、志村との思い出が詰まったスタジオで、志村無しに今後も番組を作り続けるのは辛く困難」として議論を重ねた結果、最終的に制作陣は同年9月末をもって「『天才!志村どうぶつ園』を閉園する」という名目で本番組としてはパイロット版時代から続いていた、17年間・全577回の歴史にひとまず終止符を打つ決断を下し、志村の急逝から3ヶ月程経過した7月4日に日本テレビがこのことを公式発表した。
2020年（令和2年）9月26日の放送をもって、『天才!志村どうぶつ園』としては16年半の歴史に終止符を打った。同回ではこれまでの番組名場面のほか、2月27日に撮影されたままお蔵入りとなっていた、志村の生前最後のロケとなった、プリンちゃんが初めて自転車にチャレンジするVTRが初公開された。この回の平均視聴率は12.4%（関東地区・世帯・リアルタイム、ビデオリサーチ調べ）。

同年10月3日からは放送曜日・時間はそのままで、『I LOVE みんなのどうぶつ園』に改題リニューアルした（2022年4月から『嗚呼!!みんなの動物園』に再改題の上、大幅リニューアルした）。MCは相葉が引き続き務め、相葉以外のレギュラー出演者は総入れ替えされた。なお、改題リニューアル初回では志村の愛犬の現在の状況も紹介された。
志村の一周忌から4日後となる2021年（令和3年）4月3日、『天才!志村どうぶつ園特別編 あれから1年!志村園長の蒔いた種が花開いたよ!スペシャル』が2時間枠（19:00 - 20:54）で放送された。特番には『志村どうぶつ園』時代最末期のレギュラーメンバー（相葉、山瀬、ハリセンボン、タカトシ、DAIGO、滝沢）に加え、市村正親、ISSA（DA PUMP）、西島秀俊や、志村と親交のあった氷川きよしらゲスト出演経験者も登場した。なお、同特番ではレギュラー当時のスタジオセットは現存していなかった事情からブルーバックで収録を行い、CG合成でレギュラー時代のスタジオセットの雰囲気を再現した。

## 出演者

### 総合司会
- 園長 - 志村けん（ザ・ドリフターズ、2003年（平成15年）のパイロット版、番組開始当初 - 2020年（令和2年）3月21日）
初代総合司会。上記の通り2020年（令和2年）3月29日に逝去したことに伴い、同年3月5日に収録された3月21日放送分が生前最後のスタジオ出演となった。
遅れネット局（テレビ宮崎・琉球放送）では亡くなった後の放送回の冒頭に志村の追悼テロップを表示した。
前述の通り、4月4日以降の放送分も、生前のVTRを週替わりで再放送する形式で毎週ライブラリ出演を果たし、公式サイトにおいても名前が残されている。
- 飼育係 - 相葉雅紀 （嵐）
レギュラーパネラー→総合司会補佐を経て、志村の死後に2代目総合司会を担当。
レギュラー放送開始当初はレギュラーパネリストの1人だったが、「ワケあり動物園修行」の体当たりロケが人気を博して総合司会補佐に昇格。志村の死後は飼育係の肩書きを継続の上で総合司会を引き継ぎ、後継番組の司会にも決定。また志村が生前着用していたオーバオールの衣装も、相葉が引き継ぎ着用している。
- 秘書 - 山瀬まみ

### レギュラーパネリスト
スタジオ出演
- ハリセンボン（近藤春菜・箕輪はるか）（2004年4月 - 2020年9月）
- モンキッキー
- 坂下千里子（2004年- 2005年9月）
- MEGUMI
- ドランクドラゴン （鈴木拓・塚地武雅）（2005年10月 - 2007年9月）
- 青木さやか （2005年10月 - 2012年3月）
- 山口智充 （DonDokoDon）（2005年10月 - 2009年9月）
- アヤカ・ウィルソン
- ベッキー [注 3]
- タカアンドトシ （タカ・トシ）（2007年10月 - 2020年9月）
- DAIGO（BREAKERZ）（2008年 - 2020年9月）
- 伊野尾慧（Hey! Say! JUMP）（VTRとスタジオの不定期出演）
- ぺこ&りゅうちぇる
- 滝沢カレン（2017年4月 - 2020年9月）

VTR出演
- 石塚英彦（ホンジャマカ）
- 水卜麻美（日本テレビアナウンサー）
- 振分親方
- 坂上忍
- きゃりーぱみゅぱみゅ
- アマンダ
- えんどぅ
- ケリーアン
- 森泉
- 市川海老蔵
- サンシャイン池崎

類人猿の出演
- パンくん（チンパンジー）

- チカちゃん（オランウータン）

## 主なコーナー
- 速報!どうぶつニュース
  - 日本中・世界中から飛び込んできた今話題のどうぶつのニュースを紹介する。
  - 当初は山瀬が進行を務めていたが、山瀬が収録中の怪我で番組を休んでいる期間は、相葉が代わりに進行していた。
- 相葉雅紀の動物を10倍楽しくする方法（マサキ.com）
  - 相葉が「動物を楽しくさせる」ため奮闘するコーナー。相葉が示したアイディアを実行するが、最初の1ネタ目は不発に終わる事が多く、2ネタ目以降に成功する事が多い。2ネタ目以降でフレンチブルドッグ のミルコが装置を成功または破壊させコーナーのオチとなることが多い。それにより相葉が「ミルコ、お前は永遠のライバルだな」という発言により「相葉くんのライバル」という紹介で登場するようになった。
- 動物と話せる女性・ハイジ[19][20]（年に数回程度で放送）
  - ハイジは、五感を駆使し意識を集中させ、犬や猫などの動物の気持ちや、動物自身の痛みや匂いや記憶を掬い取ることができる米国人女性である。動物とは話せるが、人間の日本語には通訳が必要である。
- 不定期にパンくんシリーズの過去の映像を編集した傑作集を放送することもある。
- 志村園長&プリンちゃん
  - 志村園長が、チンパンジーのパン君の子供・プリンちゃんのもとへ出向き、成長を見る。
- 飼い主（ゲストは）だ〜れ?
- 嵐・相葉のワケあり動物園修行
- 超かわいいどうぶつ動画集
- いろんな動物を家で飼ってみよう!
- ベッキーのかわいい赤ちゃんを探せ
- ベッキー&柴犬モモのサイドカーの旅
  - ベッキーが相棒の天才柴犬のモモちゃんとサイドカーで街へ出て、「動物ふれあいMAP!!」を作る企画。
- ベッキーと2匹の犬
- パンくんシリーズ
  - パンくん・志村園長の社会科見学（スペシャルのみ放送）
  - パンくんの森へ行こう!
  - パンくんのできるかな?
- タカアンドトシのどうぶつ自由研究

主に「飼い主が普段と違う格好をするとペットはどういう反応をするか」というテーマで、前ふりではタカがコスプレでボケて、それをトシがツッコむというパターンが定番となっていた。
- 森の動物レストラン
- 日本列島縦断路線バスの旅→路線バスで日本縦断!行き当たりばったりの旅

DAIGOがメスのニホンザル「さくら」と宗谷岬から沖縄を目指す企画。TBS『そこが知りたい』の同企画をイメージしている。2011年12月放送分で島根県に到着、DAIGOの母方の祖父、竹下登の実家に立ち寄った時に、「さくら」は猿回しの修行に入るため、村崎太郎の元に返された。
2012年1月21日放送分より新たなパートナー、雄のニホンザル「いずも」と旅することになった。2013年8月3日放送分でゴール地点の沖縄県・波照間島に到着した。
- 芦田愛菜のどうぶつ社会科見学
  - 芦田がアメリカンショートヘアの「リキ」とアメリカモモンガの「くりこ」と一緒に、動物に携わる仕事を見学する。
- DAIGO&いずもの旅
- 日本犬のかわいさを世界遺産にした～い!!
  - 企画と、ロケで使用されていた民家を、次番組「I LOVE みんなのどうぶつ園」で藤岡弘、一家が引き継いでいる。
- 志村園長と捨て犬ちびのふれあい散歩
- A-1グランプリ
  - 視聴者からの動物に関する投稿写真や動画をタカアンドトシが紹介する。
  - このコーナーでは、タカがタイトルを読み上げる際にボケを入れたり、写真の中の動物が何か言いたそうな表情をしていたらタカが大喜利感覚でパネラーやゲストに無茶振りをするのが恒例だった。
- 相葉くんの移動どうぶつ園
- タカトシペットショップ
- ハリセンボンのどうぶつマンション
- 志村園長とぽちのふれあい散歩
- ブサカワ犬わさおシリーズ
  - わさおが2020年6月8日に逝去したことに伴い、同年7月11日に番組内で追悼コーナーが放送された。
- 飼い主にダメ出し!坂上道場
  - 坂上忍が、飼い主の間違ったしつけが原因で、問題のある行動をする犬を飼っている家庭を訪問して、飼い主に正しいしつけ方を伝授して解決をする。
- 坂上忍と筑波サンタ
  - 坂上忍が前足が片方無い保護犬を飼う。
- 動物たちの大工仕事請け負います！泉組
  - 志村どうぶつ園ファミリーの森泉が、困っている動物たちのために、大工仕事をする。
- 捨て犬ゼロ部
  - 保護施設へ出向き、活動をお手伝いする。
- 保護ネコゼロ部
  - 保護施設や保護猫カフェへ出向き、活動をお手伝いする。
- 絶滅ゼロ部
  - 女優の加藤ゆうみが部員となり、絶滅の危機にさらされている動物たちの命を救い、絶滅を阻止しようと活動する人たちの手伝いをする。
- こっちのほうがカワイイ　ワン！ニャン！
  - 相葉が犬派、伊ニャー（伊野尾）が猫派に分かれゲストにプレゼンし、犬と猫どっちのほうがカワイイかを判定する。
- DAIGOが行く!
  - DAIGOが動物にまつわる噂の現場に出向き実態を調査する。
  - また、DAIGOに限らず、レギュラー出演者やゲストが噂の現場へ出向く「○○が行く!」（○○には出演者名が入る）が放送される場合もある。
- タカアンドトシの「オモシロ動物生態」
  - 動物のちょっとせつないオモシロ生態の真相を確かめるために全国の動物園へ行き、調査
- 志村どうぶつ園ハリコミ隊
  - 番組スタッフがさまざまな動物に張り込み、不思議な生態を解き明かす。
- どうぶつ赤ちゃんスカウトキャラバン
  - 動物のカワイイ赤ちゃんを見つけ、1週間後のスタジオ収録に向けてスカウトし、連れてくる。

## エンディングテーマ
番組初期には、エンディングテーマとして下記の楽曲を使用していた。
- JUDY AND MARY「Over Drive」「くじら12号」「散歩道」
- mihimaru GT「かけがえのない詩」「幸せになろう」「Switch」
- Peaky SALT「三日月ハーフパイプ」
- 北乃きい「花束」

## ネット局
| 放送対象地域   | 放送局                    | 系列                                         | 放送日時             | 遅れ       |
| -------------- | ------------------------- | -------------------------------------------- | -------------------- | ---------- |
| 関東広域圏     | 日本テレビ（NTV）         | 日本テレビ系列                               | 土曜日 19:00 - 19:56 | 【制作局】 |
| 北海道         | 札幌テレビ（STV）         | 日本テレビ系列                               | 土曜日 19:00 - 19:56 | 同時ネット |
| 青森県         | 青森放送（RAB）           | 日本テレビ系列                               | 土曜日 19:00 - 19:56 | 同時ネット |
| 岩手県         | テレビ岩手（TVI）         | 日本テレビ系列                               | 土曜日 19:00 - 19:56 | 同時ネット |
| 宮城県         | ミヤギテレビ（MMT）       | 日本テレビ系列                               | 土曜日 19:00 - 19:56 | 同時ネット |
| 秋田県         | 秋田放送（ABS）           | 日本テレビ系列                               | 土曜日 19:00 - 19:56 | 同時ネット |
| 山形県         | 山形放送（YBC）           | 日本テレビ系列                               | 土曜日 19:00 - 19:56 | 同時ネット |
| 福島県         | 福島中央テレビ（FCT）     | 日本テレビ系列                               | 土曜日 19:00 - 19:56 | 同時ネット |
| 山梨県         | 山梨放送（YBS）           | 日本テレビ系列                               | 土曜日 19:00 - 19:56 | 同時ネット |
| 新潟県         | テレビ新潟（TeNY）        | 日本テレビ系列                               | 土曜日 19:00 - 19:56 | 同時ネット |
| 長野県         | テレビ信州（TSB）         | 日本テレビ系列                               | 土曜日 19:00 - 19:56 | 同時ネット |
| 静岡県         | 静岡第一テレビ（SDT）     | 日本テレビ系列                               | 土曜日 19:00 - 19:56 | 同時ネット |
| 富山県         | 北日本放送（KNB）         | 日本テレビ系列                               | 土曜日 19:00 - 19:56 | 同時ネット |
| 石川県         | テレビ金沢（KTK）         | 日本テレビ系列                               | 土曜日 19:00 - 19:56 | 同時ネット |
| 福井県         | 福井放送（FBC）           | 日本テレビ系列                               | 土曜日 19:00 - 19:56 | 同時ネット |
| 中京広域圏     | 中京テレビ（CTV）         | 日本テレビ系列                               | 土曜日 19:00 - 19:56 | 同時ネット |
| 近畿広域圏     | 読売テレビ（ytv）         | 日本テレビ系列                               | 土曜日 19:00 - 19:56 | 同時ネット |
| 鳥取県・島根県 | 日本海テレビ（NKT）       | 日本テレビ系列                               | 土曜日 19:00 - 19:56 | 同時ネット |
| 広島県         | 広島テレビ（HTV）         | 日本テレビ系列                               | 土曜日 19:00 - 19:56 | 同時ネット |
| 山口県         | 山口放送（KRY）           | 日本テレビ系列                               | 土曜日 19:00 - 19:56 | 同時ネット |
| 徳島県         | 四国放送（JRT）           | 日本テレビ系列                               | 土曜日 19:00 - 19:56 | 同時ネット |
| 香川県・岡山県 | 西日本放送（RNC）         | 日本テレビ系列                               | 土曜日 19:00 - 19:56 | 同時ネット |
| 愛媛県         | 南海放送（RNB）           | 日本テレビ系列                               | 土曜日 19:00 - 19:56 | 同時ネット |
| 高知県         | 高知放送（RKC）           | 日本テレビ系列                               | 土曜日 19:00 - 19:56 | 同時ネット |
| 福岡県         | 福岡放送（FBS）           | 日本テレビ系列                               | 土曜日 19:00 - 19:56 | 同時ネット |
| 長崎県         | 長崎国際テレビ（NIB）     | 日本テレビ系列                               | 土曜日 19:00 - 19:56 | 同時ネット |
| 熊本県         | くまもと県民テレビ（KKT） | 日本テレビ系列                               | 土曜日 19:00 - 19:56 | 同時ネット |
| 大分県         | テレビ大分（TOS）         | 日本テレビ系列 フジテレビ系列                | 土曜日 19:00 - 19:56 | 同時ネット |
| 鹿児島県       | 鹿児島読売テレビ（KYT）   | 日本テレビ系列                               | 土曜日 19:00 - 19:56 | 同時ネット |
| 宮崎県         | テレビ宮崎（UMK）         | フジテレビ系列 日本テレビ系列 テレビ朝日系列 | 日曜日 12:00 - 13:00 | 遅れネット |
| 沖縄県         | 琉球放送（RBC）           | TBS系列                                      | 土曜日 9:30 - 10:25  | 遅れネット |

| 期間       | 期間       | 放送時間（日本時間）         |
| ---------- | ---------- | ---------------------------- |
| 2004.04.15 | 2007.03.29 | 木曜日 19:00 - 19:58（58分） |
| 2007.04.14 | 2008.09.20 | 土曜日 19:00 - 19:57（57分） |
| 2008.10.18 | 2020.09.26 | 土曜日 19:00 - 19:56（56分） |

## スタッフ
- 企画・総合演出：清水星人（2017年6月3日 - 以前は、総合演出のみ）
- ナレーション：石川英郎（毎週）/奥谷楓、森圭介、鈴木賢（不定期）
- 監修：堀浩（AWRC）、藤原幸一、飯塚修（光が丘動物病院グループ）
- 構成：小野高義、桝本壮志、塩野智章、市川榮里
- TM：新名大作
- SW：津野祐一、松村（村松）明（週替り）
- CAM：橋本圭祐、横田将宏（週替り）
- VE：八木一夫、吉﨑慶（週替り）
- MIX：山田値久、中村宏美（中村→以前は、音声）（週替り）
- 音声：山田美羽、上野優（週替り）
- 照明：横山杏奈
- 技術協力：ヌーベルバーグ、NiTRo、ジャパンテレビ（毎週）/プレゼンスクルー（不定期）
- 美術プロデューサー：滋田由布子
- 美術デザイン：本田恵子
- 美術協力：日テレアート
- 音楽：吉田比呂樹（佳夢音→M-TANK、以前は、音効）
- 編集：大場浩二（麻布プラザ、以前は、VTR編集）
- MA：迫久寿（美）雄（麻布プラザ）
- リサーチ：古杉美香（AGASUS）、今井紳介（フォーミュレーション）、羽柴千晶（パンドラ）
- 協力：阿蘇カドリー・ドミニオン、宮沢厚他
- TK：井﨑綾子
- デスク：木村真由美、砂金房枝
- 制作進行：伊藤拓也、長谷川才帆子、齋藤恵、寺内基子
- 演出補：小林浩樹、西宮義和、大西ひかる、釋麻耶、田中萌々絵、寺尾弥宮、小﨑育海、竹本祥太、池本陽介、梶川裕太朗、坂川勇輝、柴野智貴、甚田匠哉、山根俊記、稲富（冨）勝也、小林華織、小野瀬静香、井田裕子、山田有夏/島野涼太、水澤佳澄、梶江優徳、坂田朋久、髙田悠介（週替り）
- ディレクター：大浦充生、清水智博、大山隆浩、柄本昌太、島本敬之、田村幸大、湯谷彰人、秋山哲也、菅谷亮介/小ヶ倉剛、須原翔（週替り）
- 演出：菅沼修平、千葉晃史、鴻巣裕司、松谷夢々、徳永美哲、小早川憲一/壁下真紀子、堺大輔、畑山あゆみ、勝俣晋（堺、勝俣→以前は、演出補）、徳永清孝、内田浩、大樂和也（週替り）
- プロデューサー：笹部智大（以前は、AP►一時離脱）/米川昭吾、宮﨑文夫、榎本晃子、藤井理絵、渡部祐一（渡部→以前は、AP）、松島美由紀、小坂真由美、猪股有紀子（宮﨑・榎本・藤井→以前は、制作進行）
- 制作協力：クリエイティブ30、ZION、創輝
- チーフプロデューサー：道坂忠久（以前は、プロデューサー）
- 製作著作：日本テレビ

### 過去のスタッフ
- 構成：沢口義明、石原健次、天野慎也、竹尾明子、西秀進/山田美保子、田中直人（沢口・石原・山田・田中→共に以前は、コンセプトアドバイザー）
- ナレーション：皆口裕子、関口伸、江森浩子、三村ロンド、中尾良平、西野嘉良子
- TM：福王寺貴之、牛山雅博、伊東俊哉、石塚功
- SW：高梨正利、三井隆裕
- カメラ：山田祐一、柴崎進、井澤和彦、加美山稔
- VE：舘野真也、牛山敏彦、斎藤孝行
- MIX：池田正義、大島康彦
- 音声：山崎宏喜、今野健、望月裕梨香、野々垣香織、藤岡絵里子、鎌田万由子
- 照明：合田憲司、河内俊明、掛橋司
- 美術プロデューサー：小野寺一幸、星野充紀、三浦昭彦、牧野沙和
- タイトル：キャニットG
- 編集：小森佑輔（麻布プラザ）
- 音効：竹中幸治（M-TANK）、山口将史、井上研一
- 広報：柳沢典子
- マーケティング：佐藤政治、進英二
- TK：大岡伸江
- リサーチ：香野勇雄、今別府亮、金田佑馬（フォーミュレーション）
- デスク：出村敏恵、尾上長生、野口美樹、佐々木美香、植松香、小林奈緒子、大橋真理、中川聡子、岩渕里菜
- FM：安達敏春
- 制作進行：佐々木雅子、石田美和（2人共→以前は、アシスタントプロデューサー）、久野木麻子、吉峰香美、樋口絵里子、小竹森千恵、岩田うらら、百瀬和幸、木崎陽子、坂野裕、川島道子、宮本知佳、門脇衣良
- AP：今井康則
- ディレクター：田中拓郎、小林景、岡本光浩、島田顕、上原千絵、鈴木和幸、井村誠男、竹内幸司、海老澤里菜、唐沢宏一、松井一樹、千葉幸世、宇津浩二、小澤俊一、片山雄飛、松本真樹、佐藤弘興、久田光彦、長瀬徹、中野誠、生越直紀、岩鼻優、高橋正人、福田龍、高木香（佳）織、高宮聡子、生井真、内田あかね、関野政昭、吉川真一朗、境浩平
- 演出：長谷川孝行、黄木美奈子、三浦正樹、加藤孝司、田辺昌邦、柳井誠也、中野裕子、川勝茂、守屋茂員
- スーパーバイザー：上村達也、伊東浩一（2人共→以前は、アドバイザリープロデューサー）、小山伸一（以前は、プロデューサー）
- プロデューサー：磯野太、中西太、瀬戸口正克、環真吾、下田明宏、前田直敬、岩沢錬、荻野健、宮太一/山野和也、栗林謙、羽村直子、野津静花、進藤裕貴（羽村・野津→共に以前は、アシスタントプロデューサー、進藤→以前は、制作進行►アシスタントプロデューサー）、阿部滋子、高橋政光、松原寛
- ラインプロデューサー：鈴木雅人（以前は、プロデューサー►一時離脱►チーフプロデューサー）
- 統轄プロデューサー：横田崇（2017年6月3日 - 2018年6月2日）、島田総一郎（2018年6月9日 - 2019年6月1日）
- チーフプロデューサー：桜田和之、梅原幹、森實陽三（森實→以前は、チーフクリエイター）、菅賢治、加藤幸二郎
- 制作協力：モスキート、ディレクターズ・ウェーブ

### スタッフ（特別編・2021年4月3日）
- 演出：吉川真一朗
- ナレーション：山瀬まみ、石川英郎、奥谷楓
- 監修：堀浩（AWRC）、藤原幸一、飯塚修（光が丘動物病院グループ）
- 構成：小野高義
- TM：新名大作
- SW：村松明
- CAM：橋本圭祐
- VE：吉﨑慶
- MIX：山田値久
- 照明：高星武志
- 技術協力：ヌーベルバーグ、NiTRo
- バーチャル：桾澤勇、中村桂子
- 美術プロデューサー：滋田由布子
- 美術デザイン：本田恵子
- 美術協力：日テレアート
- 音効：吉田比呂樹（M-TANK）
- 編集：江川武尊（ヌーベルアージュ）
- MA：安河内隆文（ヌーベルアージュ）
- リサーチ：古杉美香（AGASUS）
- 協力：阿蘇カドリー・ドミニオン、宮沢厚 他
- TK：井﨑綾子
- デスク：木村真由美、砂金房枝
- 制作進行：水谷美里、伊藤拓也、長谷川才帆子、寺内基子
- PM：小林華織
- ディレクター：堺大輔、壁下真紀子、千葉晃史、徳永美哲、鴻巣裕司、秋山哲也、湯谷彰人、小﨑育海、西宮義和、大西ひかる
- CD：勝俣晋
- プロデューサー：笹部智大、田中俊光 / 榎本晃子、藤井理絵、宮﨑文夫、米川昭吾、小坂真由美、松島美由紀、渡部祐一、猪股有紀子 / 上村達也
- 制作協力：ZION、クリエイティブ30、創輝
- 統括プロデューサー：島田総一郎
- チーフプロデューサー：清水星人
- 制作著作：日本テレビ